# Rudolf Viest

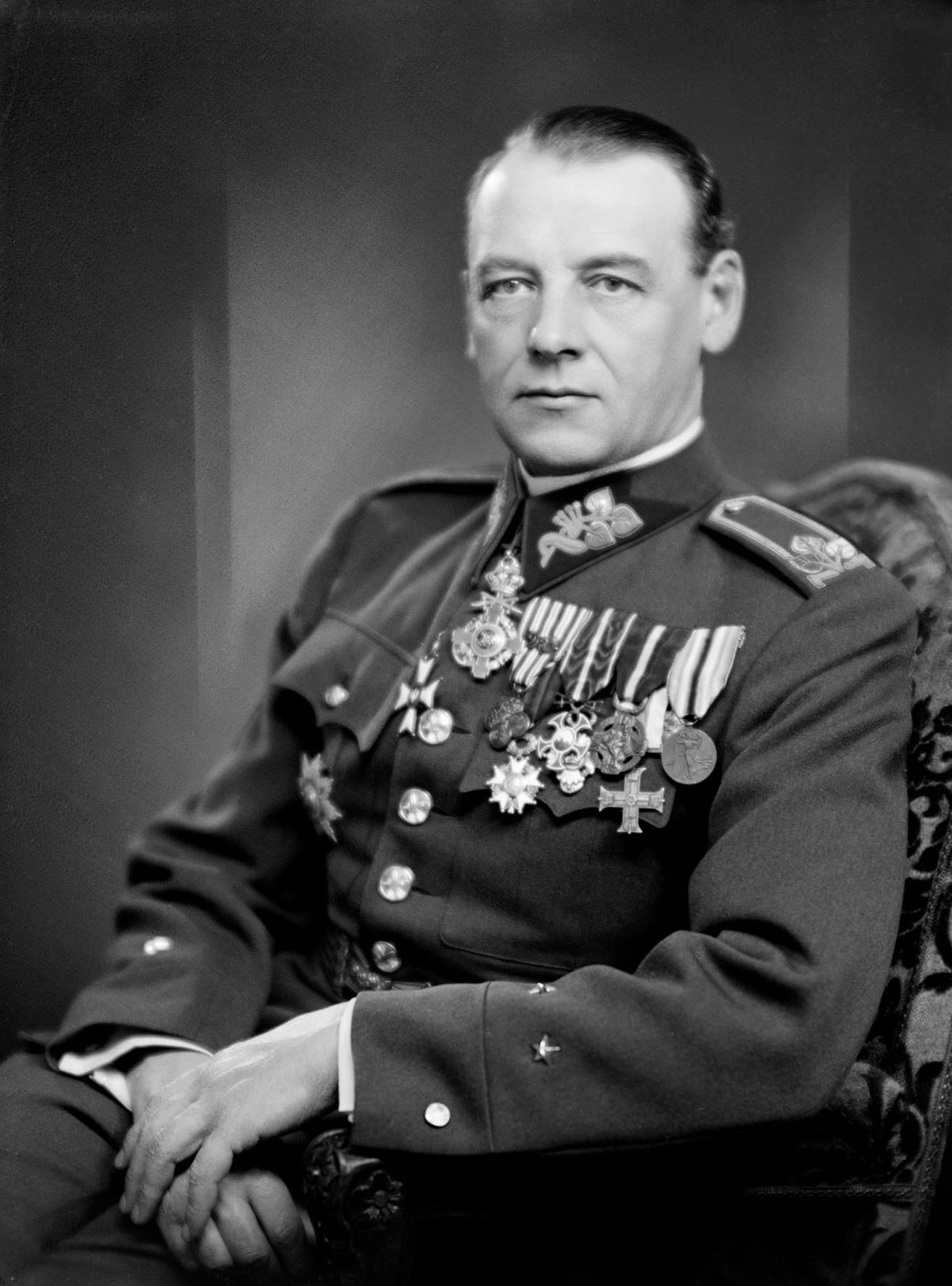
Porträt aus dem Fotostudio Langhans

Rudolf Michal Viest (* 24. September 1890 in Revúca, Österreich-Ungarn; † 1945 im KZ Flossenbürg, Großdeutsches Reich) war ein tschechoslowakischer und slowakischer General. Er war während der gesamten Zeitdauer der Ersten Tschechoslowakischen Republik (1918–1938) der einzige Slowake innerhalb der tschechoslowakischen Armee, dem es gelang, den Generalsrang zu erhalten.
Während des Slowakischen Nationalaufstands übernahm Viest ab 7. Oktober 1944 den Oberbefehl über die slowakische Aufstandsarmee, nachdem der bisherige Oberbefehlshaber Ján Golian zu Viests Gunsten zurückgetreten war.

## Leben
Rudolf Viest wurde am 24. September 1890 als viertes von insgesamt fünf Kindern des Handwerkers Gustáv Viest und dessen Frau Jana Viestová (geborene Grnáčová) geboren, die aus einer Schneiderfamilie stammte. Seine älteren Geschwister waren Ivan (* 1882), Oľga (* 1884) und Anna (* 1886), sein jüngerer Bruder hieß Dušan (* 1892). Der junge Rudolf besuchte zuerst die örtliche Evangelische Volksschule und ab 1910 die vierjährige Mittelschule in Revúca.
1920 bis 1939 diente er als Offizier in verschiedenen Positionen und Funktionen. 1933 wurde er zum Brigadegeneral befördert, 1938 zum Divisionsgeneral.
1939 gehörte er zu einer Gruppe antifaschistischer Offiziere in der Slowakischen Armee, welche die Aufspaltung der Tschechoslowakei in das Protektorat Böhmen und Mähren und die Slowakei ablehnte. Er hielt Kontakt mit der Tschechoslowakischen Exil-Regierung in London. Am 29. August 1939 emigrierte er über Ungarn nach Frankreich, wo er Mitglied des Tschechoslowakischen Nationalausschusses in Paris und Oberbefehlshaber der Tschechoslowakischen Armee im Exil wurde. Seit dem 1. Januar 1940 war er Befehlshaber der 1. Tschechoslowakischen Division in Frankreich. Nach der Besetzung Frankreichs im Juni 1940 begab er sich nach England und wurde Minister in der tschechoslowakischen Exilregierung. Viest war ein Bewunderer von Edvard Beneš.
Im August 1944 flog Viest mit einer tschechoslowakischen Regierungs-Delegation in die Sowjetunion. Von Moskau aus erreichte er am 6. Oktober 1944 Banská Bystrica und übernahm von Ján Golian, mit dem er als seinem Adjutanten weiter vertrauensvoll zusammenarbeitete, am nächsten Tag für die letzten Wochen den Oberbefehl der aufständischen Einheiten. Er war auch Präsident des Rates für die Verteidigung der Slowakei. Jedoch hatte sich die militärische Lage der Rebellen-Armee bereits zu verschlechtern begonnen.
In der Nacht vom 27. auf den 28. Oktober 1944, angesichts der endgültigen Niederlage, forderte Viest in Donovaly die verbliebenen versprengten Truppenreste auf: „Boj za slobodu Česko-Slovenska sa nekončí, bude pokračovať v horách“ – frei übersetzt: „Der Kampf für die Freiheit der Tschechoslowakei ist nicht zu Ende, er wird in den Bergen fortgesetzt.“
Viest und Golian wurden vom deutschen Sondereinsatzkommando 14 am 3. November in Pohronský Bukovec im Okres Banská Bystrica gefangen genommen.
Nachdem sie über Berlin ins KZ Flossenbürg in der Oberpfalz gebracht worden sind, wurden beide nach Folterungen 1945 hingerichtet.